# Wolfgang Dickmann
Wolfgang Dickmann (* 26. Februar 1943 in Berlin) ist ein deutscher Kameramann und Fernsehregisseur.

## Leben und Wirken
Wolfgang Dickmann erhielt in den 1960er Jahren seine theoretische Ausbildung beim Deutschen Institut für Film und Fernsehen und eine weitere praktische im Kopierwerk. Es folgte eine Fortbildung zum Luftbildfotograf, ehe er zum Ende des Jahrzehnts als Kameraassistent beim Kinofilm begann. 1982 wurde er für seine Arbeit bei Der Westen leuchtet! mit dem Deutschen Filmpreis für die Beste Kamera geehrt. Zu seinen Werken gehören Episoden von Tatort, Kommissar Rex oder Stockinger. In der filmfreien Zeit fotografierte Dickmann eine Fülle von Werbefilmen.
Ab Mitte der 1990er Jahre wurde Wolfgang Dickmann dann überwiegend als TV-Regisseur tätig. Hier leitete er Folgen von Medicopter 117 oder Die Rettungsflieger.

## Filmografie (Auswahl)
als Kameramann
- 1970: Hänsel und Gretel verliefen sich im Wald
- 1974: Der Mann aus Metall (mit Petrus Schloemp)
- 1979: Der Willi-Busch-Report
- 1982: Der Westen leuchtet!
- 1983: Is was, Kanzler?
- 1984: Baby
- 1986: Der Sommer des Samurai
- 1987: Hans im Glück (Fernsehserie, 8 Folgen)
- 1988: Tatort: Salü Palu
- 1988: Tatort: Winterschach
- 1990–1991: Wenn das die Nachbarn wüßten (Fernsehserie, 9 Folgen)
- 1991: Tatort: Wer zweimal stirbt
- 1992: Tatort: Tod eines Wachmanns
- 1992: Tatort: Unversöhnlich
- 1993: Mr. Bluesman
- 1994–1997: Kommissar Rex (Fernsehserie, 35 Folgen)
- 1996–1997: Stockinger (Fernsehserie, 12 Folgen)
- 1998: Jimmy the Kid

als Regisseur
- 1995–1996: Kommissar Rex (Fernsehserie, 7 Folgen)
- 1998: Jimmy the Kid
- 1999–2007: Medicopter 117 – Jedes Leben zählt (Fernsehserie, 37 Folgen)
- 2005–2007: Die Rettungsflieger (Fernsehserie, 7 Folgen)
- 2009: Notruf Hafenkante (Fernsehserie, 4 Folgen)